# Шалай, Сергей Георгиевич
Сергей Георгиевич Шалай (род. 17 ноября 1974, Минск) — белорусский футболист, вратарь.

## Биография
Взрослую карьеру начинал в клубах «Смена» (Минск) в первой лиге и «Заря» (Языль) во второй лиге. В сезоне 1993/94 сыграл свои первые матчи в высшей лиге за «Строитель» (Старые Дороги), однако его команда заняла место в зоне вылета. Летом 1994 года перешёл в «Молодечно», где в первых сезонах практически не играл, основным вратарём был только в сезоне 1997 года.
В 1998 году перешёл в бобруйскую «Белшину» и провёл в клубе два сезона. Стал бронзовым призёром чемпионата страны 1998 года и обладателем Кубка Беларуси 1998/99.
В 2000 году играл в первой лиге за «Лунинец», ставший серебряным призёром турнира, а также в высшей лиге за минское «Торпедо-МАЗ», но ни в одном из этих клубов не стал игроком основы. Сезон 2001 года провёл во второй лиге за «Барановичи». В 2002 году перешёл в «МТЗ-РИПО» (Минск), с которым в том же сезоне победил в турнире второй лиги, а в 2003 году стал серебряным призёром первой лиги.
В 2004—2005 годах был основным вратарём клуба высшей лиги «Дарида» (Ждановичи). В 2006 году возвращался в «Белшину», но сыграл только два матча, а команда в итоге покинула высшую лигу. После двухлетнего перерыва вернулся в футбол в 2009 году, проведя сезон во второй лиге за «Городею».
Всего в высшей лиге Беларуси сыграл 106 матчей.
После окончания игровой карьеры некоторое время работал тренером вратарей в минском «Партизане». В 2012 году перешёл на ту же должность в «Городее», потом работал в дублирующем составе солигорского «Шахтера» (2022).

## Достижения
- Бронзовый призёр чемпионата Беларуси: 1998
- Обладатель Кубка Беларуси 1998/99
- Серебряный призёр первой лиги Беларуси: 2000, 2003